# Gressittia pulchripennis
Gressittia pulchripennis är en tvåvingeart som först beskrevs av Austen 1937.  Gressittia pulchripennis ingår i släktet Gressittia och familjen bromsar.
Artens utbredningsområde är Seychellerna. Inga underarter finns listade i Catalogue of Life.